# Aliyá desde Etiopía

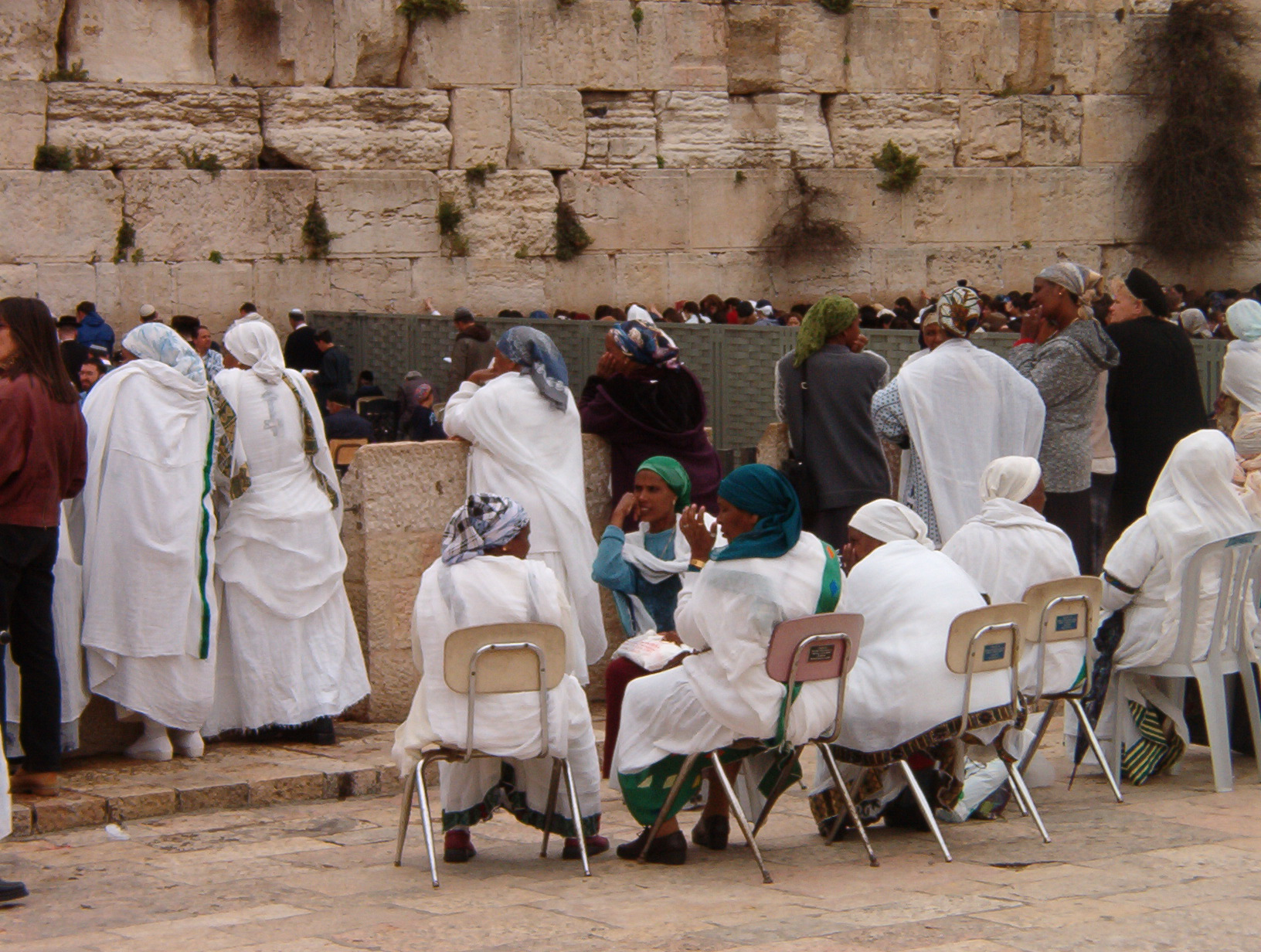
Mujeres de origen etíope rezando frente al Muro de los Lamentos

La Aliyá de los judíos desde Etiopía comenzó a mediados de la década de 1970, durante la cual la mayoría de los etíopes judíos emigraron a Israel.

## La elegibilidad de los etíopes judíos para el Aliyá

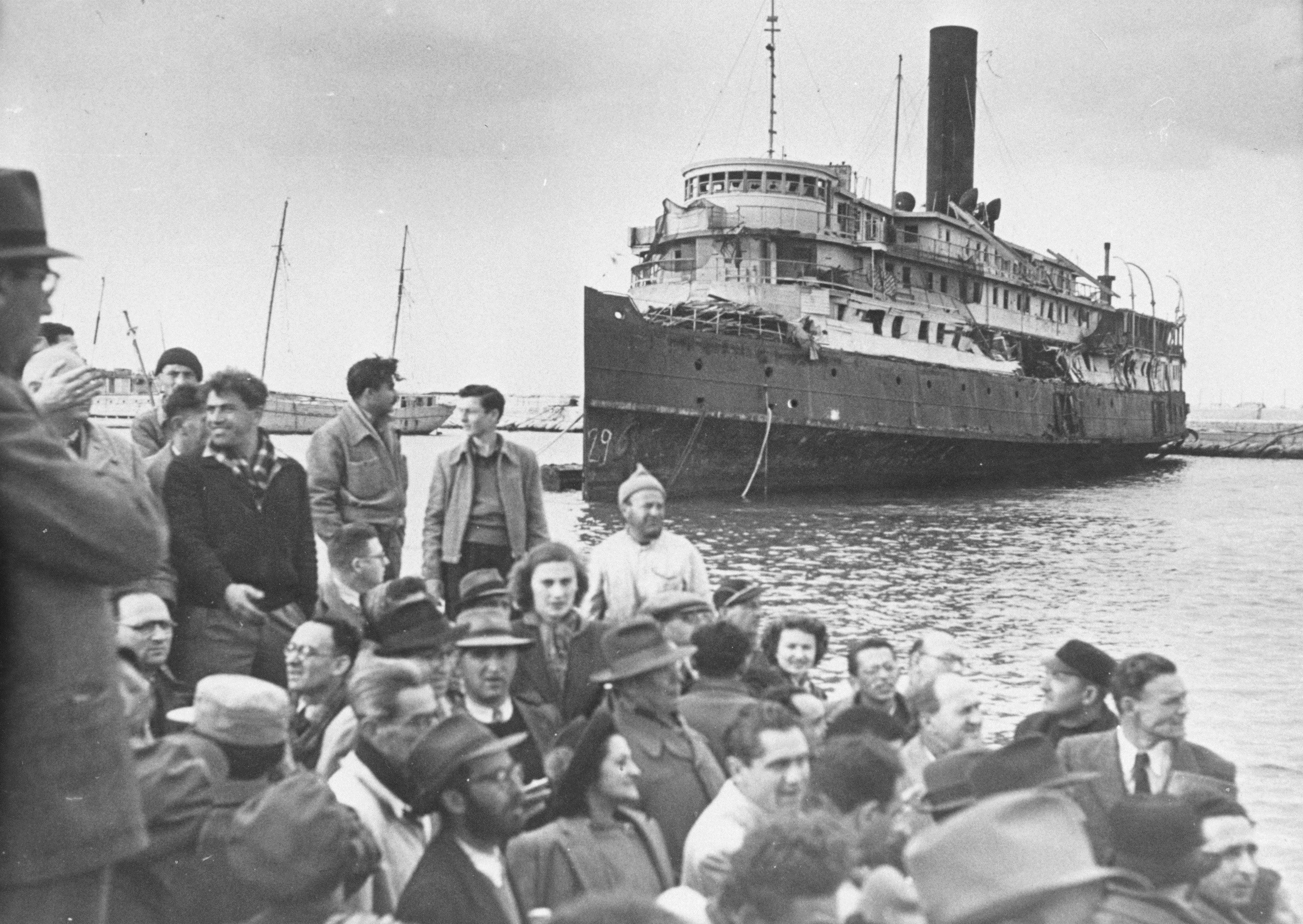
Fotografía, 1947 en HaYishuv, Éxodo de Europa 1947 (barco, 1928), Mossad LeAliyah Bet

En 1973, el Ministerio de Absorción e Inmigración de Israel  preparó un informe completo sobre el grupo étnico Beta Israel (el nombre histórico de la comunidad judía etíope), que declaró que los Falasha eran extranjeros en todos los aspectos de la nación judía. El informe concluyó que no había necesidad de tomar medidas con el fin de ayudar al grupo étnico a hacer aliyá a Israel.
Poco después de la publicación del informe del Ministerio de Absorción en 1973, el rabino Ovadia Yosef, el rabino jefe sefardí, decretó que la comunidad de los "Beta Israel" son una tribu descendiente de Israel. También dijo que el darles una adecuada educación judía y el derecho a inmigrar a Israel, en su definición, fue una mitzvá. Por otro lado, Shlomo Goren, rabino jefe askenazí, dijo que los etíopes judíos no son los descendientes de la tribu de Dan y dijo que solo habían sido asimilados a las comunidades judías con los años. Una Alajá (ley religiosa) dictada por el rabino Ovadia Yosef  sentenció que la Ley del Retorno se le aplica a la comunidad, a pesar de informe del Ministerio de Absorción y sin perjuicio de la posición de Goren. A fin de que los Beta Israel emigrasen hacia Israel, se creó una oficina integrada por representantes del Departamento de Justicia israelí, del Ministerio del Interior de Israel, del Ministerio de Absorción e Inmigración de Israel y de la Agencia Judía para Israel. Esta acción fue promovida principalmente después de la elección de Menájem Beguin como primer ministro en 1977.

## La primera oleada de inmigrantes judíos etíopes
| Período   | Inmigrantes etíopes | Inmigración total a Israel |
| --------- | ------------------- | -------------------------- |
| 1948–1951 | 10                  | 687,624                    |
| 1952–1960 | 59                  | 297,138                    |
| 1961–1971 | 98                  | 427,828                    |
| 1972–1979 | 306                 | 267,580                    |
| 1980–1989 | 16,965              | 153,833                    |
| 1990–1999 | 39,651              | 956,319                    |
| 2000–2004 | 14,859              | 181,505                    |
| 2005      | 3,573               | 21,180                     |
| 2006      | 3,595               | 19,269                     |

A mediados de la década de 1970, una severa hambruna afectaba a la totalidad de Etiopía, que llevó al gobierno de Etiopía a solicitar ayuda del mundo occidental, incluido Israel. Como resultado, el gobierno etíope finalmente dio permiso para que los etíopes judíos viajen a Israel.
La falta de plenas relaciones diplomáticas con Etiopía llevó al Mosad a ponerse en contacto con los funcionarios gubernamentales de Sudán, limítrofe con Etiopía. Miles de judíos de Etiopía viajaron a pie hasta la frontera con Sudán, y esperaron allí en campamentos temporales hasta que fueron trasladados a Israel. Entre los años 1977 y 1984, estos inmigrantes fueron trasladados de los campos hacia Israel por medio de buques de la Armada de Israel y aviones israelíes. Hasta la Operación Moisés, cerca de 8.000 hicieron un peligroso viaje a Israel durante el cual alrededor de 4.000 judíos perecieron de hambre, de enfermedades o fueron asesinados por bandidos.

## Operación Moisés
Cuando se hizo evidente que los inmigrantes que se quedaron en los campamentos sudaneses estaban en peligro, se decidió llevar a cabo una operación de inmigración masiva, apodada "Operación Moisés", durante la cual cerca de 8.000 inmigrantes fueron trasladados a Israel desde Etiopía por aviones israelíes. La mayoría de los inmigrantes en la Operación Moisés tenía su origen en la zona de Gondar.
Familias enteras, incluyendo niños pequeños, realizaron peligrosas y largas caminatas, que a menudo se extendieron por meses enteros. Como resultado de las dificultades del viaje y las malas condiciones, cientos e incluso miles de judíos etíopes murieron en el camino hacia los campamentos de Sudán. Uno de los activistas principales fue Frada Aklom, a quien muchos perciben como una figura importante en la comunidad de los Beta Israel.
La operación finalizó antes de tiempo, después de una incidencia de la prensa en Israel con respecto al aliyá etíope a través de Sudán hacia Israel. Después de la exposición a los medios de la operación, la situación política de la región cambió. El gobierno sudanés, que había permitido la entrada de judíos al país en su camino a Israel, fue despedido, y las relaciones entre Israel y Sudán se agriaron. A pesar de esto, más judíos fueron llevados a Israel, incluyendo 1.200 en la Operación Saba y otros 800 en la Operación Josué , que tuvo lugar en 1985, con la ayuda de George HW Bush, entonces Vicepresidente de los Estados Unidos.
Tras la Operación Moisés, que terminó en 1985, el Gran Rabinato exigió a todos los inmigrantes llevar a cabo una severa "conversión" (גיור לחומרה) antes de que se consideraran judíos. La ceremonia, que incluyó la inmersión en una Mikve y brit, estaba reservado para aquellos casos en que existían dudas acerca del judaísmo del inmigrante. Este requisito provocó un resentimiento considerable entre los Beta Israel, que habían mantenido su judaísmo a pesar de siglos de persecuciones. También hubo un insulto implícito a la confiabilidad de los religiosos la supervisión de Etiopía en relación con aquellos en la comunidad que se convirtió al cristianismo. Después de una manifestación frente a "Hiechal Shlomo" y reuniones con el Gran Rabino, Avraham Shapira, el rabinato tuvo que contentarse con sólo la inmersión en una Mikve y renunciar a la brit.

## Operación Salomón
A principios de 1991, la dictadura de Mengistu Haile Mariam en Etiopía estaba a punto de derrumbarse debido a que fuerzas rebeldes acechaban a la capital de Etiopía, Adís Abeba. En el final de mayo de 1991, varios días antes de que Adís Abeba cayera en manos de los rebeldes, Mengistu escapó de Etiopía y encontró refugio en Zimbabue. El acuerdo se obtuvo entre los funcionarios de gobierno de Mengistu e Israel, que permitió a los judíos de Etiopía a emigrar a Israel a cambio de unos 35 millones de dólares de los EE. UU. y la vivienda en los Estados Unidos de varios de los funcionarios del gobierno.
Debido a este acuerdo, se desarrolló la Operación Salomón en tan sólo 34 horas, durante la cual unos 14.400 judíos fueron llevados a Israel el 24 de mayo de 1991, mediante el uso de 30 aviones de la Fuerza Aérea de Israel y de El Al.

## Los Falash Mura

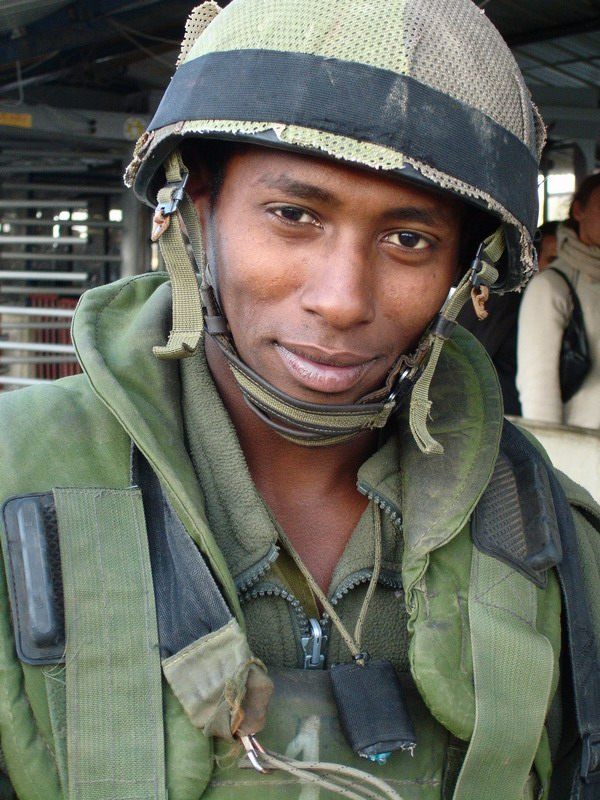
Soldado israelí de origen etíope

Hay muchos judíos de Etiopía, cuyos antepasados se convirtieron al cristianismo, que ahora vuelven a la fe judía. Este grupo de personas son conocidas como Falash Mura. Son admitidos de entrada a Israel, aunque no como judíos, permitiendo así al gobierno israelí fijar cuotas a sus inmigración y hacer de la ciudadanía dependiente de la conversión ortodoxa. Aunque nadie sabe a ciencia cierta la población exacta de los Falash Mura en Etiopía, que se aproxima a 20,000-26,000. Sin embargo, recientemente algunos periodistas y otros viajeros en regiones remotas de Etiopía han señalado que han encontrado aldeas enteras donde la gente dicen que son judíos o son Falash Mura (judíos que han estado practicando el cristianismo). El Jefe Kes Rafael Hadane ha abogado por la aceptación de Falasha Mura como judíos.

## Los retos de la integración en Israel
Un informe elaborado por el Banco de Israel en el 2006 es motivo de preocupación en relación con la absorción de la comunidad etíope a la sociedad israelí:
- -La incidencia de la pobreza entre las familias etíopes se estima en alrededor de 51,7% en comparación con 15,8% en la población israelí en general.
- -La tasa de participación en el mercado de trabajo es de 65,7% entre los adultos en comparación con aproximadamente el 82,5% de la población israelí en general.
- -La tasa de desempleo de los etíopes se estima en alrededor de 13,2% en comparación con el 7,4% en la población israelí en general.
- -El ingreso mensual per cápita se estima en unos 1.994 nuevos shekels israelíes entre los etíopes en comparación con cerca de 3.947 Nuevos shekels israelíes en la población israelí en general.
- -Los estudiantes galardonado con el bagrut certificación se estima en alrededor del 44% de los etíopes en comparación con alrededor del 57% en la población israelí restantes. Sólo alrededor del 34% cumplen los requisitos necesarios para la educación superior, en comparación con un 83% de la población israelí.
- -Acerca de 21,7% de los inmigrantes etíopes son los titulares de la escuela secundaria y la educación superior, en comparación con 49,2% de la población israelí en general. Acerca de 20,4% de los inmigrantes etíopes no son titulares de una educación básica, en comparación con alrededor del 0,9% de la población israelí en general.
- -En el año escolar 2002-2003, la tasa de cargos criminales presentados contra 12-20 años de edad, los inmigrantes de Etiopía fue del 4,6%, dos veces mayor que el número de denuncias penales contra el grupo de edad equivalente del resto de la sociedad israelí.

El informe del Banco de Israel también pone de relieve los errores cometidos por el gobierno en su intento de integrar a los inmigrantes de Etiopía en la sociedad israelí , a pesar de los aproximadamente 400.000 NIS que pasaron por inmigrante. Además de las inversiones financieras del gobierno, y también de donaciones privadas, y las autoridades locales de sistemas de bienestar, y hacia la acción positiva iniciativa destinada a ayudar a los inmigrantes que se comprometan en el ejército o el servicio militar obligatorio y para su mayor inclusión en la educación superior.
Las mayores concentraciones de los judíos etíopes están en las ciudades de : Beerseba, Dimona, Mitzpé Ramón, Asdod, Ascalón, Lod, Ramla, Or Yehuda, de Jerusalén, Netanya, Kiryat Mál'akhî. El informe recomienda que se adopten medidas para alentar a los inmigrantes a dispersarse por todo el país, en lugar de permanecer concentrados en las pequeñas comunidades en las que fueron asignados inicialmente. Además, recomendó que se asignen mayores recursos a las escuelas para mejorar la educación de los niños etíopes. Por último, el informe recomienda hacer mayor hincapié en la capacitación profesional para inmigrantes de Etiopía y que la acción afirmativa se considera que la ayuda de su inclusión en trabajos de servicio público.
En 2009, Tzion Shenkor, el oficial de mayor rango en la Fuerzas de Defensa de Israel con el rango de teniente coronel, se convirtió en el primer comandante de batallón de origen etíope.